# ستيرلينغ هايدن
ستيرلينغ والتر هايدن (بالإنجليزية: Sterling Walter Hayden)‏ (اسم الميلاد ستيرلينغ ريليا والتر ؛ 26 مارس 1916 - 23 مايو 1986) كان ممثل ومؤلف أمريكي. بالنسبة لمعظم مسيرته كرجل رائد، كان متخصصا في أفلام الغرب و أفلام الجريمة والدراما، مثل جوني غيتار، وغابة الأسفلت، و القتل.

## Bibliography
- Wanderer. New York: Knopf. 1963. ISBN:1-57409-048-8.
- Voyage: A Novel of 1896. New York: Putnam. 1976. ISBN:0-399-11665-6.

## روابط خارجية
- ستيرلينغ هايدن على موقع IMDb (الإنجليزية)
- ستيرلينغ هايدن على موقع الموسوعة البريطانية (الإنجليزية)
- ستيرلينغ هايدن على موقع روتن توميتوز (الإنجليزية)
- ستيرلينغ هايدن على موقع قاعدة بيانات الأفلام العربية
- ستيرلينغ هايدن على موقع ألو سيني (الفرنسية)
- ستيرلينغ هايدن على موقع تيرنر كلاسيك موفيز (الإنجليزية)
- ستيرلينغ هايدن على موقع أول موفي (الإنجليزية)
- ستيرلينغ هايدن على موقع قاعدة بيانات الأفلام السويدية (السويدية)
- ستيرلينغ هايدن على موقع إن إن دي بي (الإنجليزية)
- ستيرلينغ هايدن على موقع قاعدة بيانات الفيلم (الإنجليزية)
- Biography with many photos
- ستيرلينغ هايدن على موقع فايند أغريف
- Hayden related documents on his OSS service. National Archives and Records Administration (150 MB)
- Literature on Sterling Hayden

### مقاطع فيديو
- Video clip from The Killing (1956) على يوتيوب
- Video clips from Dr. Strangelove (1964) على يوتيوب in black comedy role as General Jack D. Ripper with co-star بيتر سلرز
- Video interview with Hayden at his home in Sausalito, CA, 1983